# جون إي. هال
جون إي. هال (بالإنجليزية: John E. Hull)‏ هو عسكري أمريكي، ولد في 26 مايو 1895 في غرينفيلد في الولايات المتحدة، وتوفي في 10 يونيو 1975 في واشنطن العاصمة في الولايات المتحدة.